# Modřice
Modřice (in tedesco Mödritz) è una città della Repubblica Ceca facente parte del distretto di Brno-venkov, in Moravia Meridionale.